# Idol 2020
Idol 2020 var TV-programmet Idols sextonde säsong i Sverige. Programmet hade premiär på TV4 den 17 augusti 2020 och avslutades därefter med en final den 4 december samma år. Programledare för huvudprogrammen var som vanligt Pär Lernström och återigen leddes juryn av Kishti Tomita, Alexander Kronlund, Nikki Amini och Anders Bagge.
Detta var även Aminis sista säsong som jurymedlem i programmet. Hon valde nämligen att inte längre fortsätta i juryn.
Vinnaren av denna säsong blev Nadja Holm.

## Bakgrund
Den 6 december 2019 gjorde Rebecka Assio från Falköping audition till denna säsong under den föregående säsongens final i Globen och gick direkt vidare till slutaudition. Det är första gången i svenska Idols historia som en person gör audition och går vidare till slutaudition innan auditionturnén ens har börjat.
På grund av coronavirusutbrottet gick det bara att ansöka till säsongen igenom ett inspelat framträdande. Det innebar också att den slutliga auditionturnén fick ske delvis digitalt. Detta skedde genom att juryn satt i rummet som vanligt och tittade på de sökandes framträdande på en skärm, medan andra som inte tillhörde riskgrupper genomförde sin audition som vanligt framför juryn. Nytt för i år var också att själva slutauditionen förändrades och istället hölls i varje stad efter slutförd audition, där ett antal av deltagarna gick till Kvalveckan. På det sättet skulle man undvika att flera människor vistades tillsammans, mer än nödvändigt.
Den 12 november meddelades det att denna säsong inte blev någon stor final i Globen den 4 december som det har varit sedan 2007 och att den istället skulle hållas i idolstudion i Spånga. Detta var på grund av coronaviruset och dess spridning i landet. Det var första gången sedan 2006 som finalen helt och hållet hölls i idolstudion.
Den 27 november stod det klart att det skulle bli Nadja Holm och Paulina Pancenkov som skulle möta varandra i finalen, vilket betyder att det är första gången sedan 2014 då Lisa Ajax och Mollie Lindén gjorde upp om segern som två kvinnliga deltagare står i finalen samt även tredje gången i svenska Idols historia som detta sker. Första gången detta skedde var 2007 när Shanta Liora (tidigare känd som Marie Picasso) och Amanda Jenssen skulle göra upp om segern.

## Elimineringstabell
| Stadium:  | Stadium:          | Kvalveckan | Kvalveckan | Kvalveckan | Kvalveckan | Kvalveckan | Kvalveckan | Veckofinaler | Veckofinaler | Veckofinaler | Veckofinaler | Veckofinaler | Veckofinaler | Veckofinaler | Veckofinaler | Veckofinaler | Veckofinaler | Veckofinaler | Veckofinaler |          |  |  |  |  |
| Datum:    | Datum:            | 14/9       | 15/9       | 16/9       | 17/9       | WC         | 18/9       | 25/9         | 2/10         | 9/10         | 16/10        | 23/10        | 30/10        | 6/11         | 13/11        | 20/11        | 27/11        | 4/12         |              |          |  |  |  |  |
| Placering | Tävlande          | Resultat   | Resultat   | Resultat   | Resultat   | Resultat   | Resultat   | Resultat     | Resultat     | Resultat     | Resultat     | Resultat     | Resultat     | Resultat     | Resultat     | Resultat     | Resultat     | Resultat     | Resultat     | Resultat |  |  |  |  |
| 1         | Nadja Holm        |            | 1          |            |            |            |            |              |              |              |              |              |              |              |              |              |              | Vinnare      |              |          |  |  |  |  |
| 2         | Paulina Pancenkov |            |            |            |            | WC         |            |              |              |              |              |              |              |              |              |              |              | Tvåa         |              |          |  |  |  |  |
| 3         | Caspar Camitz     |            |            | 1          |            |            |            |              |              |              |              |              |              |              |              |              | Utröst.      |              |              |          |  |  |  |  |
| 4         | Nova Luther       |            | 2          |            |            |            |            |              |              |              |              |              |              |              |              |              | Utröst.      |              |              |          |  |  |  |  |
| 5         | Simon Karlsson    |            |            | 2          |            |            |            |              |              |              |              |              |              |              |              | Utröst.      |              |              |              |          |  |  |  |  |
| 6         | Herman Silow      |            |            |            |            | WC         |            |              |              |              |              |              |              |              | Utröst.      |              |              |              |              |          |  |  |  |  |
| 7         | Ella Hedström     |            |            |            |            | WC         |            |              |              |              |              | Livboj1      |              | Utröst.      |              |              |              |              |              |          |  |  |  |  |
| 8         | Niklas Hultberg   | 2          |            |            |            |            |            |              |              |              |              |              | Utröst.      |              |              |              |              |              |              |          |  |  |  |  |
| 9         | Mattias Nederman  |            |            |            |            | WC         |            |              |              |              | Utröst.      |              |              |              |              |              |              |              |              |          |  |  |  |  |
| 10        | Affe Hagström     | 1          |            |            |            |            |            | [ 3 ]        |              |              | Avhopp       |              |              |              |              |              |              |              |              |          |  |  |  |  |
| 11        | Maya Arctaedius   |            |            |            | 1          |            |            |              |              | Utröst.      |              |              |              |              |              |              |              |              |              |          |  |  |  |  |
| 12        | Gabriel Abdulahad |            |            |            |            | WC         |            |              | Utröst.      |              |              |              |              |              |              |              |              |              |              |          |  |  |  |  |
| 13        | Indra Elg         |            |            |            |            | WC         |            | Utröst.      |              |              |              |              |              |              |              |              |              |              |              |          |  |  |  |  |
| 14        | Tess Gustafsson   |            |            |            | 2          |            | Utröst.    |              |              |              |              |              |              |              |              |              |              |              |              |          |  |  |  |  |
| Topp 22   | Felix Enghult     |            |            |            |            |            |            |              |              |              |              |              |              |              |              |              |              |              |              |          |  |  |  |  |
| Topp 22   | Kong Phan         |            |            |            |            |            |            |              |              |              |              |              |              |              |              |              |              |              |              |          |  |  |  |  |
| Topp 22   | Isabella Ohlsson  |            |            |            |            |            |            |              |              |              |              |              |              |              |              |              |              |              |              |          |  |  |  |  |
| Topp 22   | Linnéa Samuelsson |            |            |            |            |            |            |              |              |              |              |              |              |              |              |              |              |              |              |          |  |  |  |  |
| Topp 22   | Rebecka Assio     |            |            |            |            |            |            |              |              |              |              |              |              |              |              |              |              |              |              |          |  |  |  |  |
| Topp 22   | Edvin Hakimzadeh  |            |            |            |            |            |            |              |              |              |              |              |              |              |              |              |              |              |              |          |  |  |  |  |
| Topp 22   | Melissa Lund      |            |            |            |            |            |            |              |              |              |              |              |              |              |              |              |              |              |              |          |  |  |  |  |
| Topp 22   | Tara Naderpour    |            |            |            |            |            |            |              |              |              |              |              |              |              |              |              |              |              |              |          |  |  |  |  |

| 1a | Säker | Inte säker / Bottenplacering2 | Wild Card | Hoppade av | Utslagen |

| Topp 13 | Topp 22 | Uppträdde inte, fortfarande i tävlingen | Tävlar i detta stadium | Fick juryns livboj | Inte nått detta stadium |

1 Ella Hedström fick minst antal röster i den femte fredagsfinalen, den 23/10, men räddades kvar av juryns livboj, som tillät henne att komma tillbaka i tävlingen och kvalificera sig till nästkommande vecka.
2 Från och med den nionde fredagsfinalen redovisade TV4 enbart vilken deltagare som fått minst antal röster och fick lämna programmet. Det betyder att deltagaren som "hängde löst" inte nödvändigtvis var den som fått näst minst röster - utan kunde vara slumpmässigt utvald.

## Veckofinaler
Precis som förra säsongen hade juryn chansen att använda en så kallad livboj. De kunde använda den högst en gång under någon av de sju första fredagsfinalerna, för att rädda kvar den deltagaren som har fått minst röster av tittarna och åkt ut. Den användes till slut för första gången någonsin sedan den införskaffades under den femte fredagsfinalen då Ella Hedström var den som fick minst antal tittarröster och skulle få lämna tävlingen, men hon fick denna livlina och fick stanna kvar i tävlingen.

### Vecka 1: Det här är jag
Sändes 25 september 2020.
Deltagarna står nedanför i startordning
1. Herman Silow – "Get Lucky" (Daft Punk, Pharrell Williams, Nile Rogers)
2. Indra Elg – "Just a Girl" (No Doubt)
3. Caspar Camitz – "Watermelon Sugar" (Harry Styles)
4. Gabriel Abdulahad – "Dance Monkey" (Tones and I)
5. Paulina Pancenkov – "Side to Side" (Ariana Grande, Nicki Minaj)
6. Niklas Hultberg – "Chandelier" (Sia)
7. Ella Hedström – "Välkommen in" (Veronica Maggio)
8. Mattias Nederman – "In Your Eyes" (The Weeknd)
9. Nova Luther – "I Wish" (Stevie Wonder)
10. Maya Arctaedius – "Sorry Not Sorry" (Demi Lovato)
11. Simon Karlsson – "The Cave" (Mumford & Sons)
12. Nadja Holm – "Freedom" (Beyoncé, Kendrick Lamar)

Den 22 september meddelades det att Caspar Camitz hade insjuknat i covid-19 och att han därmed inte kunde delta i denna fredagsfinal. Den 25 september, bara några timmar innan fredagsfinalen skulle börja, meddelades det att även Affe Hagström, Nadja Holm och Herman Silow hade testats positivt för viruset, och detta ledde till att denna kvällens sändning ändrades om så att deltagarna istället skulle få framföra sina låtar ifrån sina hotellrum. Affe Hagström som egentligen skulle ha sjungit låten "Sun Is Shining (Band of Gold)" med Vargas & Lagola valde denna kväll att inte uppträda och därmed blev det bara 12 deltagare som uppträdde.

#### Utröstningen
Listar här nedan de två sist utropade deltagarna, varav den ena erhöll minst antal tittarröster.
Lägst antal tittarröster
| Indra Elg | Niklas Hultberg |

### Vecka 2: På svenska
Sändes 2 oktober 2020.
Deltagarna står nedanför i startordning
1. Ella Hedström – "Jag blir hellre jagad av vargar" (Orup)
2. Maya Arctaedius – "Passa dig" (Miriam Bryant)
3. Herman Silow – "Ta mig tillbaka" (Darin)
4. Simon Karlsson – "Din tid kommer" (Håkan Hellström)
5. Nadja Holm – "Det bästa kanske inte hänt än" (Molly Sandén)
6. Gabriel Abdulahad – "Lakan" (Newkid)
7. Mattias Nederman – "Tusen bitar" (Björn Afzelius)
8. Nova Luther – "Så som i himlen" (Danny Saucedo)
9. Caspar Camitz – "Strövtåg i hembygden" (Mando Diao)
10. Niklas Hultberg – "Svag" (Victor Leksell)
11. Affe Hagström – "Vintersaga" (Amanda Bergman)
12. Paulina Pancenkov – "Säg mig var du står" (Carola, Zara Larsson)

Den här veckan genomfördes idolernas framträdanden både på idolscenen och ifrån hotellrummen. Mattias Nederman blev dessutom tidigare under veckan positivt testad för covid-19 och blev därmed den sjätte deltagaren som hade drabbats av viruset.

#### Utröstningen
Listar här nedan de två sist utropade deltagarna, varav den ena erhöll minst antal tittarröster.
Lägst antal tittarröster
| Gabriel Abdulahad | Ella Hedström |

### Vecka 3: Min idol
Sändes 9 oktober 2020.
Deltagarna står nedanför i startordning
1. Nadja Holm – "Show Me How You Burlesque" (Christina Aguilera)
2. Mattias Nederman – "In the Ghetto" (Elvis Presley)
3. Nova Luther – "I Wanna Dance with Somebody" (Whitney Houston)
4. Paulina Pancenkov – "All by Myself" (Céline Dion)
5. Niklas Hultberg – "Bohemian Rhapsody" (Queen)
6. Ella Hedström – "Aldrig mer vara du" (Estraden)
7. Herman Silow – "Stayin' Alive" (Bee Gees)
8. Affe Hagström – "Lost" (Frank Ocean)
9. Maya Arctaedius – "Effortless" (Sabina Ddumba)
10. Simon Karlsson – "If I Ain't Got You" (James Bay)
11. Caspar Camitz – "Go Your Own Way" (Fleetwood Mac)

Den här veckan var det första gången som alla idoldeltagarna genomförde sina uppträdanden på idolscenen. Första veckan uppträdde samtliga från sitt hotellrum och andra veckan uppträdde några på idolscenen och några från hotellrummen.

#### Utröstningen
Listar här nedan de två sist utropade deltagarna, varav den ena erhöll minst antal tittarröster.
Lägst antal tittarröster
| Maya Arctaedius | Ella Hedström |

### Vecka 4: Vinnarlåtar
Sändes 16 oktober 2020.
Deltagarna står nedanför i startordning
1. Paulina Pancenkov – "Survivor" (Destiny's Child)
2. Herman Silow –  "Crazy in Love" (Beyoncé, Jay-Z)
3. Niklas Hultberg – "We Are Young" (Fun, Janelle Monáe)
4. Caspar Camitz – "Fallin'" (Alicia Keys)
5. Ella Hedström – "Bad Guy" (Billie Eilish)
6. Nadja Holm – "Finesse" (Bruno Mars, Cardi B)
7. Mattias Nederman – "Stay with Me" (Sam Smith)
8. Simon Karlsson – "When You Were Young" (The Killers)
9. Nova Luther – "Dancing on My Own" ("Från och med du"-remix) (Robyn)

Den här veckan gästade gruppen The Mamas, kända från Melodifestivalen, idolstudion och sjöng sin nya låt "Touch The Sky". Dessutom valde Affe Hagström att hoppa av tävlingen, bara några timmar innan sändningen skulle börja, och därmed blev det bara nio deltagare som uppträdde denna kväll.

#### Utröstningen
Listar här nedan de två sist utropade deltagarna, varav den ena erhöll minst antal tittarröster.
Lägst antal tittarröster
| Mattias Nederman | Niklas Hultberg |

### Vecka 5: 80s & 90s
Sändes 23 oktober 2020.
Deltagarna står nedanför i startordning
1. Simon Karlsson – "Iris" (Goo Goo Dolls)
2. Nova Luther – "I'm Outta Love" (Anastacia)
3. Ella Hedström – "Vill ha dej" (Freestyle)
4. Nadja Holm – "Thunderstruck" (AC/DC)
5. Caspar Camitz – "What's Love Got to Do with It" (Tina Turner)
6. Herman Silow – "Song 2" (Blur)
7. Paulina Pancenkov – "Genie in a Bottle" (Christina Aguilera)
8. Niklas Hultberg – "You're the Voice" (John Farnham)

Den här veckan gästade Dr. Alban idolstudion och uppträdde med sin låt "Sing Hallelujah".

#### Utröstningen
Listar här nedan de två sist utropade deltagarna, varav den ena erhöll minst antal tittarröster.
Lägst antal tittarröster
| Ella Hedström | Niklas Hultberg |

Ella Hedström och Niklas Hultberg fick minst antal tittarröster. Juryn valde att använda sin livboj denna vecka, vilket gjorde att Ella Hedström fick stanna kvar i tävlingen.

### Vecka 6: Folkets val
Sändes 30 oktober 2020.
Deltagarna står nedanför i startordning
1. Niklas Hultberg – "Heroes" (Måns Zelmerlöw)
2. Nadja Holm – "Listen" (Beyoncé)
3. Simon Karlsson – "Hold Back the River" (James Bay)
4. Herman Silow – "This Love" (Maroon 5)
5. Ella Hedström – "Rosa himmel" (Molly Sandén)
6. Paulina Pancenkov – "Stone Cold" (Demi Lovato)
7. Caspar Camitz – "Hallelujah" (Jeff Buckley)
8. Nova Luther – "Flashlight" (Jessie J)

Den här veckan gästade Petra Marklund idolstudion och uppträdde med sin låt "Panna mot panna (Forever Young)". På grund av hårdare restriktioner gällande corona beslutade TV4 att från och med denna veckofinal sända utan publik.

#### Utröstningen
Listar här nedan de två sist utropade deltagarna, varav den ena erhöll minst antal tittarröster.
Lägst antal tittarröster
| Niklas Hultberg | Herman Silow |

### Vecka 7: Tillbaka till början
Sändes 6 november 2020.
Deltagarna står nedanför i startordning
1. Paulina Pancenkov – "Bang Bang" (Jessie J, Ariana Grande, Nicki Minaj)
2. Caspar Camitz – "Cold Train" (egen låt)
3. Ella Hedström – "Eloise" (Arvingarna)
4. Nova Luther – "Runnin' (Lose It All)" (Naughty Boy, Beyoncé, Arrow Benjamin)
5. Herman Silow – "Older" (egen låt)
6. Nadja Holm – "Something's Got a Hold on Me" (Christina Aguilera)
7. Simon Karlsson – "Crossing the Waters" (egen låt)

Den här veckan gästade Lou Elliotte (Louise Lennartsson), känd från musikgruppen Estraden, idolstudion och framträdde med sin nya låt "Best You've Ever Had".

#### Utröstningen
Listar här nedan de två sist utropade deltagarna, varav den ena erhöll minst antal tittarröster.
Lägst antal tittarröster
| Ella Hedström | Herman Silow |

### Vecka 8: Powerkvinnor & duetter
Sändes 13 november 2020.

#### Rond 1: Powerkvinnor
Deltagarna står nedanför i startordning
1. Nadja Holm – "It's Raining Men" (The Weather Girls)
2. Simon Karlsson – "Blåmärkshårt (Mi Amor)" (Miriam Bryant)
3. Nova Luther – "River" (Bishop Briggs)
4. Caspar Camitz – "Killing Me Softly with His Song" (Roberta Flack)
5. Paulina Pancenkov – "Nobody's Perfect" (Jessie J)
6. Herman Silow – "La vie en rose" (Édith Piaf)

#### Rond 2 (utom tävlan): Duetter
Deltagarna (duettparen) står nedanför i startordning
1. Paulina Pancenkov och Herman Silow – "If the World Was Ending" (JP Saxe, Julia Michaels)
2. Nadja Holm och Simon Karlsson – "Rewrite The Stars" (James Arthur, Anne-Marie)
3. Caspar Camitz och Nova Luther – "I Knew You Were Waiting (For Me)" (George Michael, Aretha Franklin)

Den här veckan gästade Molly Sandén och Newkid idolstudion och uppträdde med sin låt "Jag mår bra nu". Dessutom reagerade youtubaren och artisten Anis Don Demina live på programmet på TV4-Play.

#### Utröstningen
Listar här nedan de två sist utropade deltagarna, varav den ena erhöll minst antal tittarröster.
Lägst antal tittarröster
| Herman Sillow | Simon Karlsson |

### Vecka 9: Kärlek
Sändes 20 november 2020.

#### Rond 1: Fansen
Deltagarna står nedanför i startordning
1. Nova Luther – "Without You" (David Guetta, Usher)
2. Simon Karlsson – "To Noise Making (Sing)" (Hozier)
3. Caspar Camitz – "When We Were on Fire" (James Bay)
4. Paulina Pancenkov – "Feeling Good" (Nina Simone)
5. Nadja Holm – "Love On Top" (Beyoncé)

#### Rond 2: Nära och kära
Deltagarna står nedanför i startordning
1. Nova Luther – "Mirrors" (Justin Timberlake)
2. Simon Karlsson – "Precis som du vill" (Jens Hult)
3. Caspar Camitz – "A Song for You" (Donny Hathaway 1971, ursprungligen Leon Russell 1970)
4. Paulina Pancenkov – "Kärleksvisan" (Sarah Dawn Finer)
5. Nadja Holm – "I (Who Have Nothing)" (Tom Jones)

Den här veckan gästade Carola idolstudion och uppträdde med sin nya låt "Pray For Peace".

#### Utröstningen
Lägst antal tittarröster
| Simon Karlsson |

### Vecka 10: Juryns val
Sändes 27 november 2020.

#### Rond 1: Juryns val
Deltagarna står nedanför i startordning
1. Caspar Camitz – "River Deep – Mountain High" (Ike & Tina Turner)
2. Nadja Holm – "Never Forget You" (Zara Larsson, MNEK)
3. Paulina Pancenkov – "And I Am Telling You I'm Not Going" (Jennifer Hudson)
4. Nova Luther – "Blow Your Mind (Mwah)" (Dua Lipa)

#### Rond 2: Eget val
Deltagarna står nedanför i startordning
1. Caspar Camitz – "Bang Bang" (Monophonics)
2. Nadja Holm – "Greedy" (Ariana Grande)
3. Paulina Pancenkov – "Addicted to You" (Avicii)

Den här veckan gästade Sandro Cavazza idolstudion och uppträdde med sin nya låt "Lean On Me" från sitt nya album Weird & Talkative.

#### Utröstningen
Eftersom juryn delade ut livbojen till Ella Hedström den 23 oktober och det då inte åkte ut någon deltagare bestämdes det att två av de fyra kvarstående deltagarna skulle åka ut denna kväll, en efter vardera rond. De deltagarna som fick lämna tävlingen står nedanför indelade i den rond som de åkte ut ur.
Rond 1
| Nova Luther |

Rond 2
| Caspar Camitz |

## Vecka 11: Final
Sändes 4 december 2020.
Deltagarna står nedanför i startordning

### Rond 1: Da Capo
1. Paulina Pancenkov – "Side to Side" (Ariana Grande, Nicki Minaj)
2. Nadja Holm – "Freedom" (Beyoncé, Kendrick Lamar)

### Rond 2: Eget val
1. Paulina Pancenkov – "Hurt" (Christina Aguilera)
2. Nadja Holm – "Never Enough" (Loren Allred)

### Rond 3: Vinnarlåten
1. Paulina Pancenkov – "(Better Get) Used To Me"
2. Nadja Holm – "(Better Get) Used To Me"

Under finalen uppträdde Zara Larsson med sin nya låt "One Bullet" samt med "Säg mig var du står" ihop med Carola. Dessutom sjöng den kanadensiske artisten Shawn Mendes låten "Wonder" på en länk från Los Angeles.
Här nedan listas den deltagare som erhöll flest antal tittarröster och därmed vann Idol 2020.
| Vinnaren   |
| Nadja Holm |